# Francisco Pagazaurtundúa
Francisco Pagazaurtundúa, conosciuto semplicemente come Pagaza (Santurtzi, 30 ottobre 1895 – Madrid, 18 novembre 1958), è stato un allenatore di calcio e calciatore spagnolo, di ruolo attaccante.

## Carriera

### Giocatore

#### Club
Inizia la carriera da calciatore nel 1912 all'Arenas Getxo, squadra in cui rimane fino al 1916, vincendo anche una Copa Príncipe de Asturias nel 1915. In seguito ha giocato per due stagioni nell'Atletico Madrid, mentre dal 1918 al 1920 è tornato a vestire la maglia dell'Arenas Getxo, con cui ha vinto una Coppa del Re nel 1919 ed un campionato regionale basco (sempre nel 1919). Dal 1920 al 1927, non essendo il calcio spagnolo professionistico, per guadagnarsi da vivere lavorò come operaio a Santander, giocando negli stessi anni nel Racing Santander e, per una stagione, nel Gimnastic Torrelavega. In seguito ha anche giocato per una stagione nel Racing Madrid nella seconda serie spagnola, per poi terminare a fine campionato la carriera da calciatore.

#### Nazionale
Nei Giochi Olimpici di Anversa 1920 ha contribuito alla vittoria della medaglia d'argento giocando 4 partite; in seguito ha giocato in nazionale fino al 1922, collezionando altre 3 presenze senza reti.

### Allenatore
Nella stagione 1929-1930 ha allenato il Racing Santander nella massima serie spagnola; l'anno seguente ha invece allenato l'Osasuna, squadra di Tercera Division (la terza serie spagnola dell'epoca); dopo aver guidato per un anno. In seguito ha allenato nuovamente in massima serie il Racing Santander, nella stagione 1932-1933. L'anno seguente ha invece guidato lo Sporting Gijon, squadra di Segunda Division. Dopo una pausa dei campionati durata tre anni, dovuta alla Guerra civile spagnola, ha allenato il Maiorca e, dal 1941 al 1943, ancora il Racing Santander, nel frattempo retrocesso in seconda serie. Dopo la fine della Seconda guerra mondiale ha guidato l'Hercules Alicante nella stagione 1945-1946, al termine della quale la squadra è retrocessa nella seconda serie spagnola.

## Palmarès

### Club

#### Competizioni nazionali
- Coppa di Spagna: 1

Arenas Getxo: 1919

### Nazionale
- Argento olimpico: 1

Anversa 1920